# بیمارستان عمومی

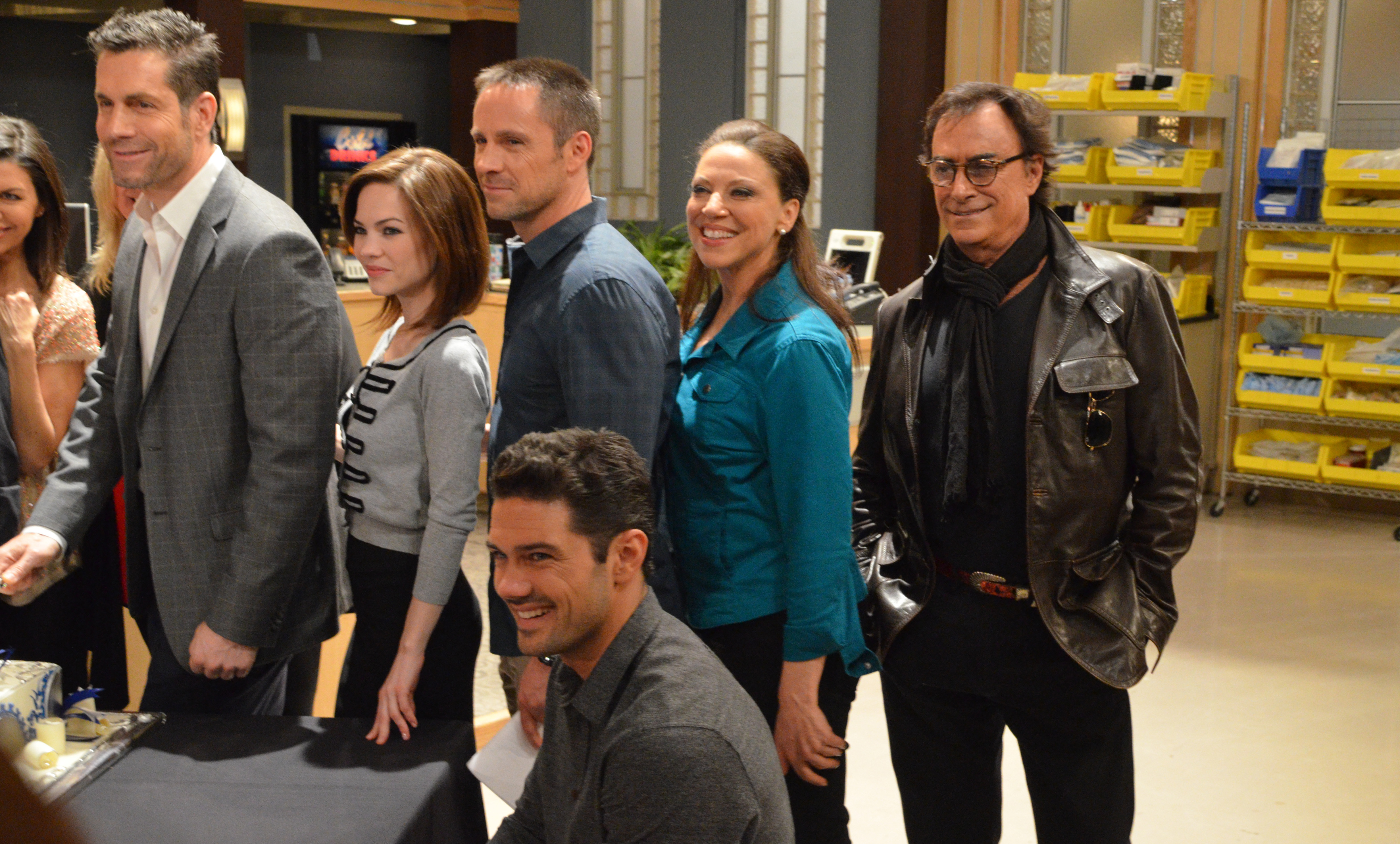
بیمارستان عمومی سال ۲۰۱۴

بیمارستان عمومی (به انگلیسی: General Hospital) یک سریال آبکی درام آمریکایی است که از ۱۹۶۳، آغاز به پخش کرد. این سریال همچنین در رکوردهای جهانی گینس به عنوان طولانی‌ترین سریال آبکی آمریکایی در تولید، ثبت شده است. این سریال، شامل ۱۴٫۰۰۰ قسمت می‌شود.